# Lý thuyết tất định
Thuyết tất định, thuyết định đoạt hay định mệnh luận là học thuyết triết học cho rằng tất cả các sự việc xảy ra là do những điều tất yếu và do đó là không thể tránh được. Theo truyền thống, quan điểm này dựa trên quan điểm chặt chẽ của luật nhân quả và hầu hết các luận điểm triết học trong đó cố gắng định nghĩa rõ nguyên nhân và kết quả, để làm cơ sở cho việc tin rằng thuyết quyết định là đúng.